# Júlia da Silva Bruhns
Júlia da Silva Bruhns (Paraty, 1851. augusztus 14. – Weßling, 1923. március 11.) német-brazil írónő. Johann Heinrich Mann lübecki szenátor és gabonakereskedő felesége, valamint Thomas Mann és Heinrich Mann írók édesanyja volt.

## Élete
A római katolikus vallású Júlia a brazíliai Paratyban született Johann Ludwig Herman Bruhns német földműves és a brazil Maria Luísa da Silva lányaként, aki egy portugál bevándorló és egy dél-amerikai őslakos nő lánya volt. Júlia apjának több cukornádültetvénye volt Santos és Rio de Janeiro között. Édesanyja 28 évesen, amikor Júlia hatéves volt, szülés közben meghalt. Három testvére és egy nővére volt. Egy évvel anyja halála után apja úgy döntött, hogy visszaküldi gyermekeit Németországba. Lübeckben éltek, ahol Júliának élt a nagybátyja. Hatévesen Júlia még egy szót sem beszélt németül. Tizennégy éves koráig bentlakásos iskolában tanult, míg apja Brazíliában a gazdaság gondozásával foglalkozott.
1869-ben ment férjhez Thomas Johann Heinrich Mannhoz (1840–1891). Júlia 17, a férfi 29 éves volt. Öt gyermekük született: Heinrich (Luís), Thomas (Paulo), Julia (Elisabeth Therese/Lula; 1877–1927), Carla (Augusta Olga Maria; 1881–1910) és Viktor (Carl; 1890–1949).
1893-ban Júlia Münchenbe költözött a gyerekeivel. 1903 és 1906 között Augsburgban élt Viktorral. Aus Dodos Kindheit címmel önéletrajzi művet írt, amelyben leírta idilli gyermekkorát.
Mindkét lánya öngyilkos lett: Carla 1910-ben megmérgezte magát, Lula pedig 1927-ben akasztotta fel magát.
Júlia későbbi éveiben gyakran költözött, és többnyire szállodákban élt. A bajorországi Weßlingben, egy szállodai szobában halt meg, három fia vigyázott rá.

## Emlékezete
Fiai, Heinrich és Thomas több könyvükben is általa ihletett karaktereket alkottak, utalva dél-amerikai származására és szenvedélyes művészi habitusára. Thomas Mann Júliát „portugál-kreol brazilként” jellemzi. A Buddenbrookban Gerda Arnoldsen és Toni Buddenbrook ihlette őt. A Doktor Faustusban Rodde szenátor felesége lett. A Tonio Krögerben ő volt az anya, Consuelo. A Halál Velencében a főszereplő, Gustav von Aschenbach anyjaként tűnik fel.

## Fordítás
Ez a szócikk részben vagy egészben  a   Julia da Silva-Bruhns című angol Wikipédia-szócikk ezen változatának fordításán alapul.  Az eredeti cikk szerkesztőit annak laptörténete sorolja fel. Ez a jelzés csupán a megfogalmazás eredetét és a szerzői jogokat jelzi, nem szolgál a cikkben szereplő információk forrásmegjelöléseként.